# Karel Koželka
Karel Koželka (1. července 1909 Vídeň – 16. října 1992 Pernarec) byl český architekt, designér a urbanista.

## Život
Vystudoval na Státní odborné škole pro zpracování dřeva ve Valašském Meziříčí a pokračoval na Vysoké škole uměleckoprůmyslové v Ateliéru architektury Pavla Janáka. Studia ukončil v roce 1933. Po studiích nastoupil do Svazu českého díla, kde působil jako komisař až do roku 1948. Poté se z něj stal tajemník a následně i vedoucí Zvelebovacího oddělení Ústředí lidové umělecké výroby. V roce 1955 je ředitelem v Družstevní práci. Je autorem minimalisticky pojaté dřevěné letní chaty, která byla užívána jako vzor právě Svazem českého díla. Navrhl ji ve spolupráci s architektem Luďkem Kubešem v roce 1941. Ve stejné době navrhl bytový model pro rodinu se dvěma dětmi, označovaný jako brněnský. V roce 1946 získal model křesel a kruhového stolku z lakovaného dřeva, které navrhl ve spolupráci s Antonínem Kropáčkem stříbrnou medaili na Milánském trienále. Set byl navržen v roce 1944 pro České umělecké dílny. Karel Koželka je autorem řady publikací a článků vztahujících se k bytovému nábytku, zejména sedacímu.

## Galerie

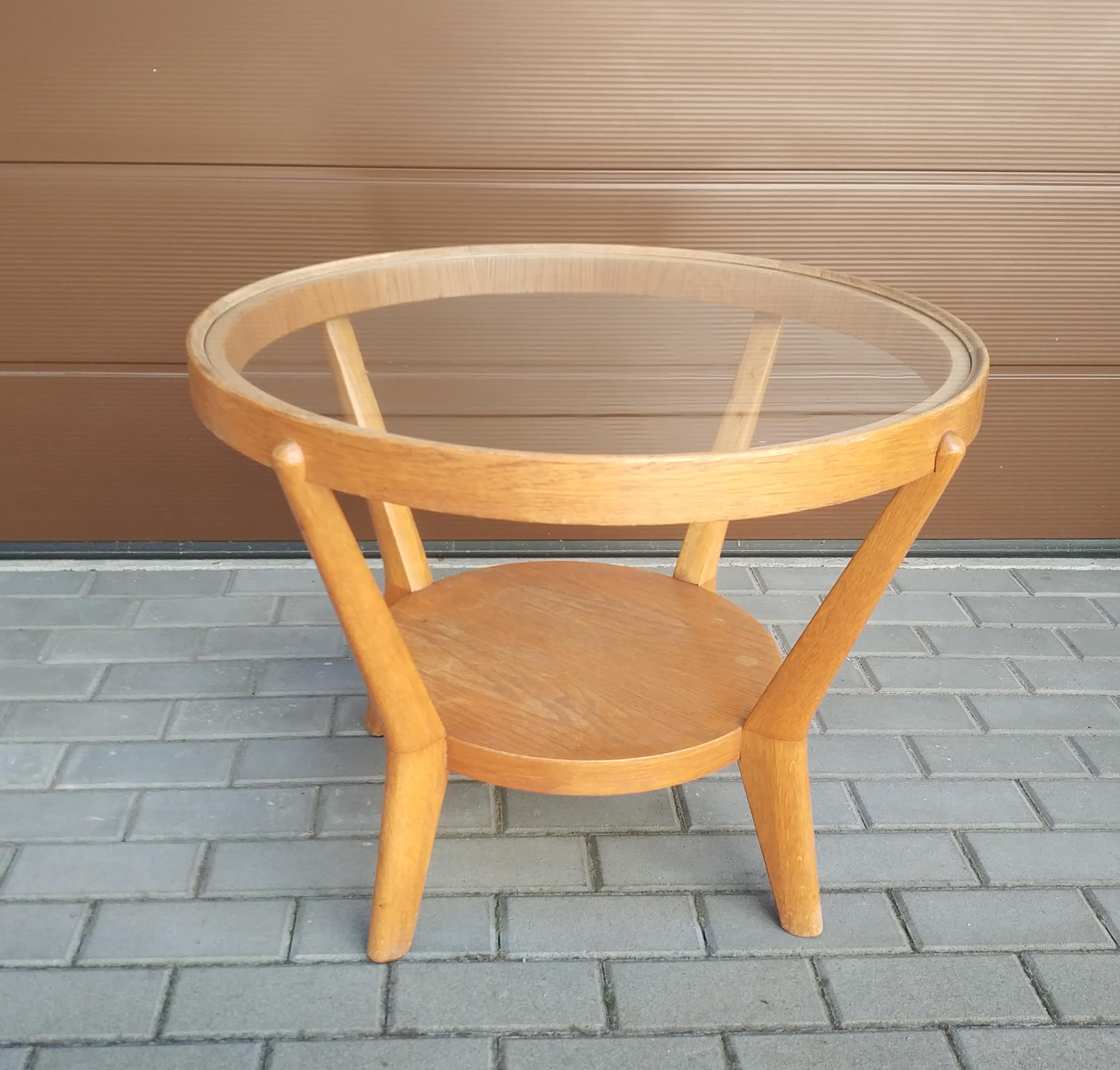
Stolek z vítězné sady na Milánském trienále
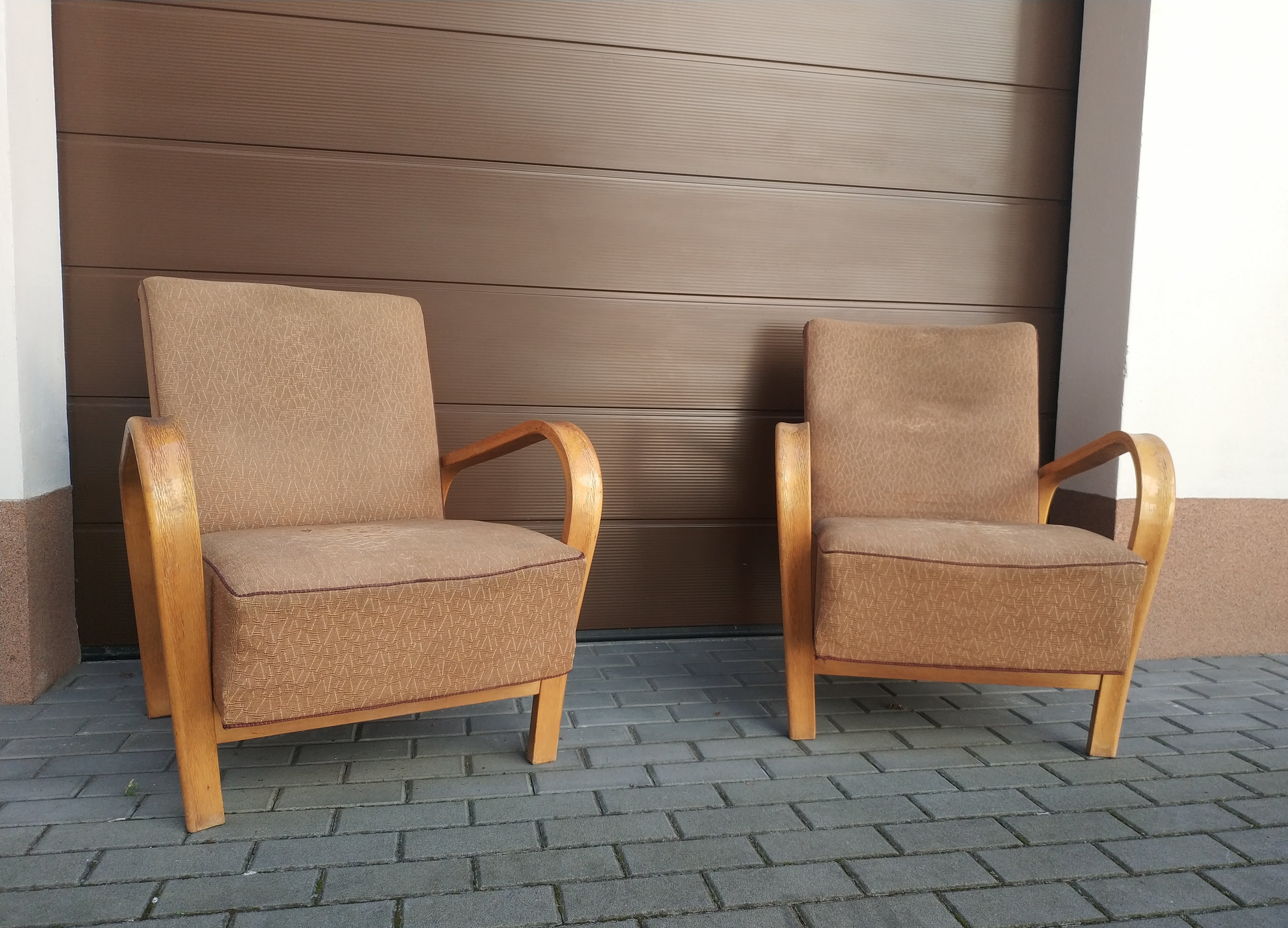
Čalouněná křesla dvojice Koželka – Kropáček